# Пенелопа вогнистогруда
Пенелопа вогнистогруда (Chamaepetes goudotii) — вид куроподібних птахів родини краксових (Cracidae).

## Поширення
Вид поширений в Колумбії, Еквадорі, Перу і Болівії. Мешкає в хмарних і гірських вологих лісах, на узліссях тропічних лісів і, рідше, в лісах нижнього помірного поясу на висоті 1100-3000 м над рівнем моря.

## Опис
Великий птах, завдовжки 50-65 см, вагою 550—800 г. У номінального підвиду верхні частини оливково-коричневого кольору. Крила і хвіст трохи темніші і покриті оливковими і зеленими смужками. Голова і шия мають темно-коричневе забарвлення. Вушні раковини мають темніший коричневий колір з меншим оливковим відтінком, ніж інша частина голови. Колір верхньої частини грудей дуже схожий на колір голови, але коричневий різкодуже швидко переходить у світло-червоно-коричневий, а далі у каштановий на стегнах і темно-коричневий на нижній частині хвоста. Нижня поверхня крил і хвоста має темніше забарвлення. Ділянка блакитної оголеної шкіри на обличчі сильно розвинена і включає також ділянку щік біля основи нижньої щелепи. Очі кармінові, ноги яскраво-посмаранчево-червоні. Дзьоб чорний.
Підвиди tschudii і rufiventris вирізняються більшими розмірами. У екземплярів підвиду sanctaemarthae лоб переважно червонуватий.

## Спосіб життя
Трапляється парами або невеликими групами, які можуть досягати 3-5 птахів. Живе на деревах в середньому шарі рослинності, а іноді й у верхньому ярусу. Живиться плодами дерев.

## Підвиди
Таксон включає п'ять підвидів:
- C. g. goudotii (R. Lesson) — поширений в Андах центральних і західних районів Колумбії;
- C. g. sanctaemarthae Chapman — широко поширений в горах Санта-Марта, на півночі Колумбії;
- C. g. fagani C. Chubb — широко поширений на західних схилах Анд південно-західної Колумбії та Еквадору;
- C. g. tschudii Taczanowski — широко поширений на східних схилах Анд південної Колумбії, Еквадору та Північного Перу;
- C. g. rufiventris (Tschudi) — поширений на східних схилах Анд у центральних районах Перу.